# Timenica
Timenica, nem.  Timenitz, narečno slovensko Timenca/Timənca , je gručasta vas v tržni občini Štalenska gora na osrednje severnem robu Celovškega polja  na vznožju Štalenske gore na avstrijskem južnem Koroškem.

## Kulturna zgodovina
Kulturnozgodovinsko je področje fare Timenica tesno povezano s slovensko kulturno zgodovino Celovškega polja, njenim slovenskim osrednje južno Koroškim narečjem, poljanščini Celovškega polja. Danes je to večinoma le še zgodovina.
Na to kažejo tudi izvirna slovenska krajevna imena, pa tudi izvirna slovenska ali v nemščini uporabljena hišna in domača imena (p.d.) ter ledinska imena. slovenskega izvora. 
To je značilno tudi za družbeno zgodovino in cerkveno zgodovino. 
Dekanija Tinje je po kanonskem pravu še vedno dvojezična, župnija Timenica pa je veljala po kanonskem pravu za slovensko po šematizmu 1917/18, torej v medvojnem obdobju, čeprav se je takrat – kot že poprej za časa monarhije – močno zaznamovalo izrazito ponemčevalno politiko.. 
Na področju fare najdemo še številne aktiviste in aktivistke slovenskega prosvetnega društva Edinost  Št. Tomaž  ter članice in člane  Hranilnice in posojilnice Št. Tomaž pri Celovcu v sesednjem Šenttomaž pri Celovcu, ki je aktivno delovala do Anšlusa.
S Timenico povezana je rodbina plemenitih Šurjanov, ki so imeli razne funkcije v vojvodini Koroški in za katere se domneva, da so med redkimi nekdanjimi kosezi , ki so se povzpeli v plemiški stan.

## Cerkvena ureditev
Timenica pripada dvojezični dekaniji Tinje, ki je bila do leta 1938 slovenska (razen Otmanj, ki so bile dvojezične, nemško-slovenske) ter je sedaj uradno dvojezična, medtem ko je župnija Timenica sama, uradno le še nemška. 

## župnijska cerkev svetega Jurija
Cerkev se nahaja na mestu starega koseškega  dvorca visoko na krnu v vasi. Prvič je bila omenjena v dokumentu iz leta 1217. Poznogotska stavba je bila spremenjena v 19. stoletju. Strehe iz kamnitih plošč so bile obnovljene leta 1986. Notranjost je bila obnovljena leta 1991, leta 1993 pa je bila cerkev v celoti prenovljena. Cerkev je spomeniško zaščitena. 

### Arhitektura
Cerkev obdaja pokopališče s pokopališkim zidom na strmo nagnjenem hribu na vzhodu. Opečni portal pokopališča ima valovit ščit iz obdobja bidermajer. Gotični kor je vkopan in ima opornike. Severni prizidek stoji na stari kostnici z osrednjim stebrom. Južno od kora je gotski stolp s koničastim stolpom in koničastimi obokanimi zvočnimi odprtinami. Na južni fasadi stolpa je gotska freska svetega Krištofa (okoli leta 1480), ki je bila odkrita leta 1986. Obnovljena je bila gotska arhitekturna polihromija. Velik opečni nadstrešek na zahodu iz prve polovice 19. stoletja stoji na toskanskih stebrih in ima žlebljen sklepnik ter vdolbene loke na treh straneh. Nad njim so na zahodni steni štirioglate slepe plošče. Okna v ladji imajo ometan okvir. Severni portal je zazidan. Gotični zahodni portal ima profiliran obokan oklep in vrata z gotskim okovjem. V južni zunanji steni cerkve je rimski kamen z nagrobnim napisom za župana Virunuma, poveljnika kohorte in štabnega častnika C. Viatorija (CIL III 4859).
Na pokopališču pred vhodom v cerkev je ohranjen nagrobni kamen Jožefa Pogačnika (roj. 1844 v Breznici pri Žirovnici, umrl 1902 v Šentvidu ob Glini) s slovenskim napisom. Svojo celotno duhovniško kariero je izvajal na dvojezičnem / slovenskem jezikovnem območju južne Koroške.

## Ljudsko izročilo
Domača pripoved o Timeniškem kosezu je bila prvič zapisana v občinski zgodovini Štalenske gore v nemščini avtorja Wilhelma Wadla, domačega učenjaka, kjer se prepletata zgodovinska dejstva in bajka. S tem predstavlja izredni dokument ustne ljudske literature in domače etnografije.
V slovenščini je bila literarno povzeta in obdelana od domačega koroško slovenskega avtorja Bojan Schnabl ter nagrajena v literarnem natečaju Nedelje ter objavljena v cerkvenem tedniku Krške škofije Nedelji ter v literarni reviji Rastje. 
Zapisana je kot sledi:
»Tako je pač na tem svetu – in nič drugače na Celovškem polju – kot nastanejo iz resničnih prigod domače pripovedi in bajke, za katere v pokrajini včasih celo najdemo znamenja, ki jih pa ne moremo znanstveno dokazati. Tako vemo, da je v bližnji Timenici nekoč stal koseški dvorec, kjer so gospodovali kosezi rodbine Šurjan, ki jim prištevamo dva celovška župana, Alexandra in Tobiasa, v 17. stoletju. Pripoved pa nam le govori, kako se je nekoč pred davnimi časi v nekdanjem jezeru med Dominčo vasjo in Timenico utonil timeniškega gospodarja sin, ki je nato dal sprazniti jezero, kjer je na dnu našel truplo svojega ubogega sina. Pokopal ga je v grajski kapelici ob gradu, ki ji je kasneje dal današnjo podobo. V spomin na sina in na njegovo ime pa je bila posvečena Št. Jurju. Še do danes je tako in visoko na grebenu stoji farna cerkev s čudovitim pogledom na Celovško polje.«